# Proctacanthus hagno
Proctacanthus hagno är en tvåvingeart som först beskrevs av Walker 1849.  Proctacanthus hagno ingår i släktet Proctacanthus och familjen rovflugor. Inga underarter finns listade i Catalogue of Life.